# Gmina Velabisht
Gmina Velabisht (alb. Komuna Velabisht) – gmina położona w środkowej części Albanii. Administracyjnie należy do okręgu Berat w obwodzie Berat. W 2011 roku populacja gminy wynosiła 8453 – 4139 kobiet oraz 4314 mężczyzn, z czego Albańczycy stanowili 78,56% mieszkańców. Północno-wschodnia granica gminy pokrywa się z biegiem rzeki Osum.
W skład gminy wchodzi trzynaście miejscowości: Bardhaj i Ri, Bilçë, Drobonik, Duhanas, Gjoroven, Kodras, Malinat, Palikësht, Remanicë, Starovë, Velabisht, Veleshnje· Veterik.